# Hansa-Brandenburg C.I
A Hansa-Brandenburg C.I német fejlesztésű kétüléses felderítő repülőgép volt az első világháborúban, amelyet elsősorban az osztrák-magyar légierő használt.

## Fejlesztése
A Hansa-Brandenburg C.I a Császári és Királyi Légierő legnépszerűbb típusa volt, a teljes géppark egynegyedét adta, összesen 1258 darab állt hadrendbe. A sokoldalú, felderítésre, bombázásra, tüzérségi tűzvezetésre egyaránt alkalmas repülőgépet Hefty Frigyes ászpilóta stabil, könnyen repülhető, jó emelkedésű, megbízható gépként jellemezte. 

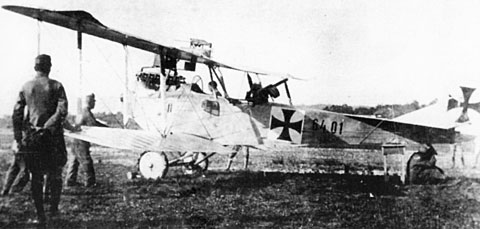
Az UFAG által gyártott Hansa Brandenburg C.I

A C.I-et Ernst Heinkel, a német Hansa- und Brandenburgische Flugzeugwerke cég mérnöke tervezte a Hansa-Brandenburg B.II kiképző- és felderítőgép továbbfejlesztésével. A többi korabeli repülőgéphez hasonlóan a törzs favázas és furnérburkolatos volt, a motort alumíniumlemez burkolta. A pilóta és a megfigyelő közös fülkében, egymáshoz közel ült. Fegyverzetét egy Schwarzlose géppuska alkotta, amit egy félköríves sínen helyeztek el, hátrafelé nézett és a megfigyelő mozgatta és kezelte. Egyes szériákon a felső szárnyon is helyeztek el beépített géppuskát, amit a pilóta kezelt. A fülkében helyezték el a fényképezőgépet, a rádiót (a tüzérséggel való kommunikációhoz), a bombákat és a tartalék muníciót. Csűrőkormány csak a felső szárnyon volt. A futóművet erős V alakú acélcső merevítette. Fékként a keréktengelyre erősített kapa formájú szerkezet szolgált, amely a földbe kapaszkodva állította meg a gépet. Az eredeti német szériákba 160 lóerős Daimler motor került; a Phönix 160 és 200 lóerős Daimlert és 200, valamint 230 lóerős Hiero motort alkalmazott. Az UFAG 160, 200, 230 lóerős Hierót és 220, 250 lóerős Benz motort épített be.

## Története
Az osztrák-magyar légierő 1915 szeptemberében rendelte az első 10 darabot a Hansa-Brandenburg cégtől, majd a többi szériákkal együtt összesen 80 gépet vásároltak Németországból. Miután megszerezték a gyártási licencét, a Bécs melletti Phönix Flugzeugwerke 446, az aszódi UFAG (Ungarische Flugzeugfabrik AG.) pedig 732 darabot készített, az utolsót 1918 októberében, közvetlenül a háború vége előtt. Az egyes szériákon sok különböző módosítást hajtottak végre, kísérletek történtek bombázó széria kifejlesztésére (ez 200-250 kg-nyi bombát vitt magával), a C.I-en tesztelték az ejtőernyős ugrásokat és a fegyverrendszerek elhelyezését is. A Phönix és az UFAG egymástól függetlenül dolgozott és titkolták a fejlesztéseiket, ezért az alkatrészek csereszabatossága miatt a repülőszázadokhoz azonos gyártótól származó repülőgépeket igyekeztek szállítani.    

## Műszaki paraméterek
- személyzet: 2 fő
- szárnyfesztávolság: 12,3 m (felső) 11,7 m (alsó)
- szárnyfelület: 38,4 m²
- törzshossz: 8,37 m
- magasság: 3,2 m
- üres súly: 811 kg
- felszállósúly: 1260 kg
- csúcssebesség: 134 km/ó
- emelkedés: 4' 50" alatt 1000 méterre
- hatótáv: 450 km
- hajtómű: 1 db. 200 lóerős hathengeres, soros, vízhűtéses Daimler motor
- fegyverzet: 1 db 8 mm-es 1907/12 M Schwarzlose géppuska

## Rendszeresítő országok
- Osztrák–Magyar Monarchia
- Magyarország (a háború után)
- Jugoszlávia (a háború után)
- Csehszlovákia (a háború után)
- Lengyelország (a háború után)
- Románia (a háború után)